# Rotersand
Rotersand ist ein deutsches Musikprojekt, das im Jahr 2002 von Sänger und Frontmann Rascal Nikov und Musiker und Texter Gunther Gerl (Gun) gestartet wurde, nachdem beide zuvor in verschiedenen Projekten musikalisch zusammengearbeitet hatten. Noch im gleichen Jahr stieß DJ und Produzent Krischan J. E. Wesenberg dazu und komplettierte das Trio. Die Musik der Band wird gerne als Future Pop bezeichnet und bezieht vielfältige Einflüsse, z. B. aus Progressive Trance, Techno, Pop und Klassik, ein.
Die CD-Veröffentlichungen der Band haben durchgehend hohe Platzierungen in den Deutschen Alternative Charts, den Nordic Alternative Charts und den Niederländischen Alternative Charts. Rotersand tourten 2004 gemeinsam mit Assemblage 23 und begleiteten Covenant 2006 auf deren Skyshaper-Tour durch Europa und die USA. 2009 folgte eine Tour zusammen mit VNV Nation.

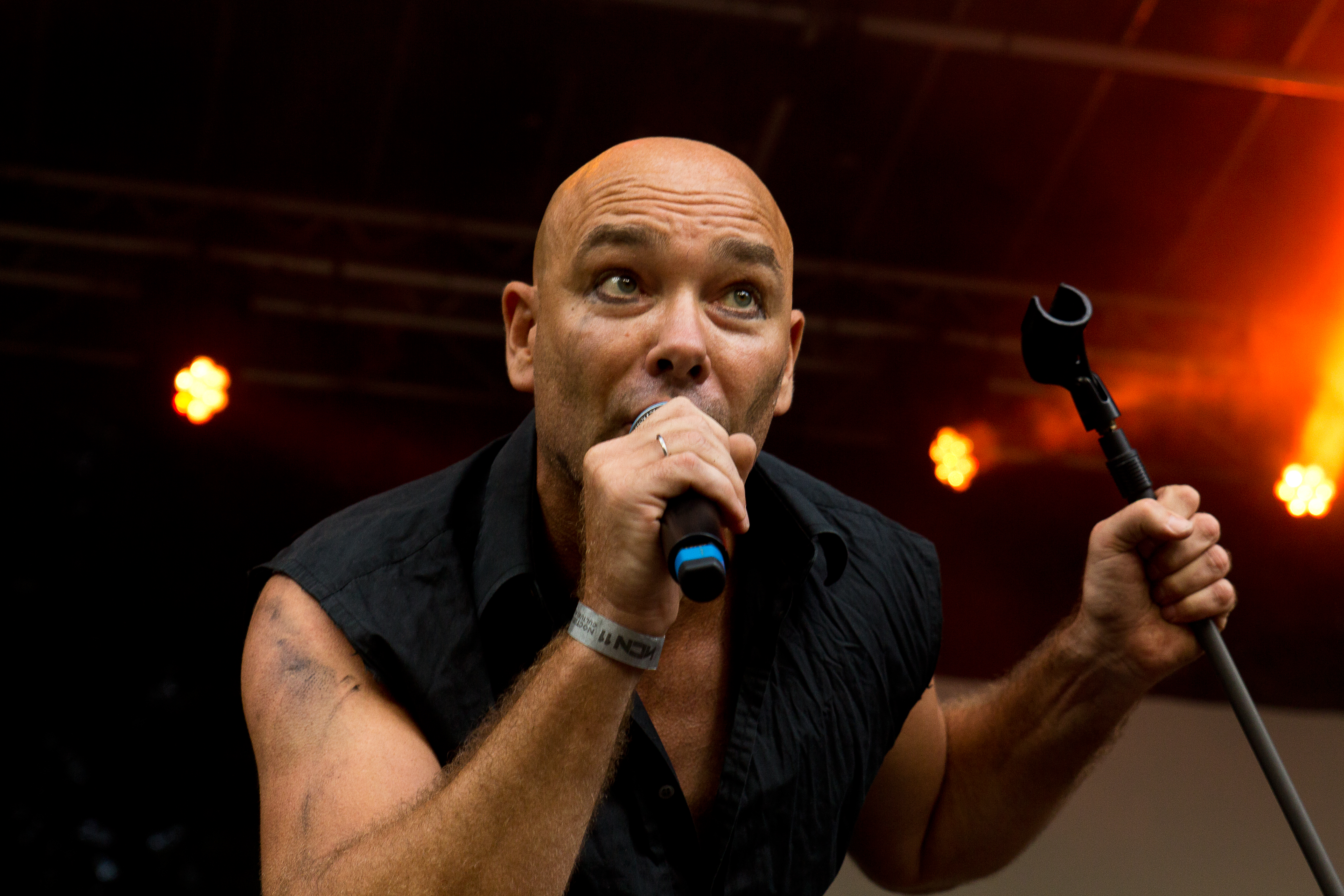
Rascal Nikov auf dem Nocturnal Culture Night Festival 2016
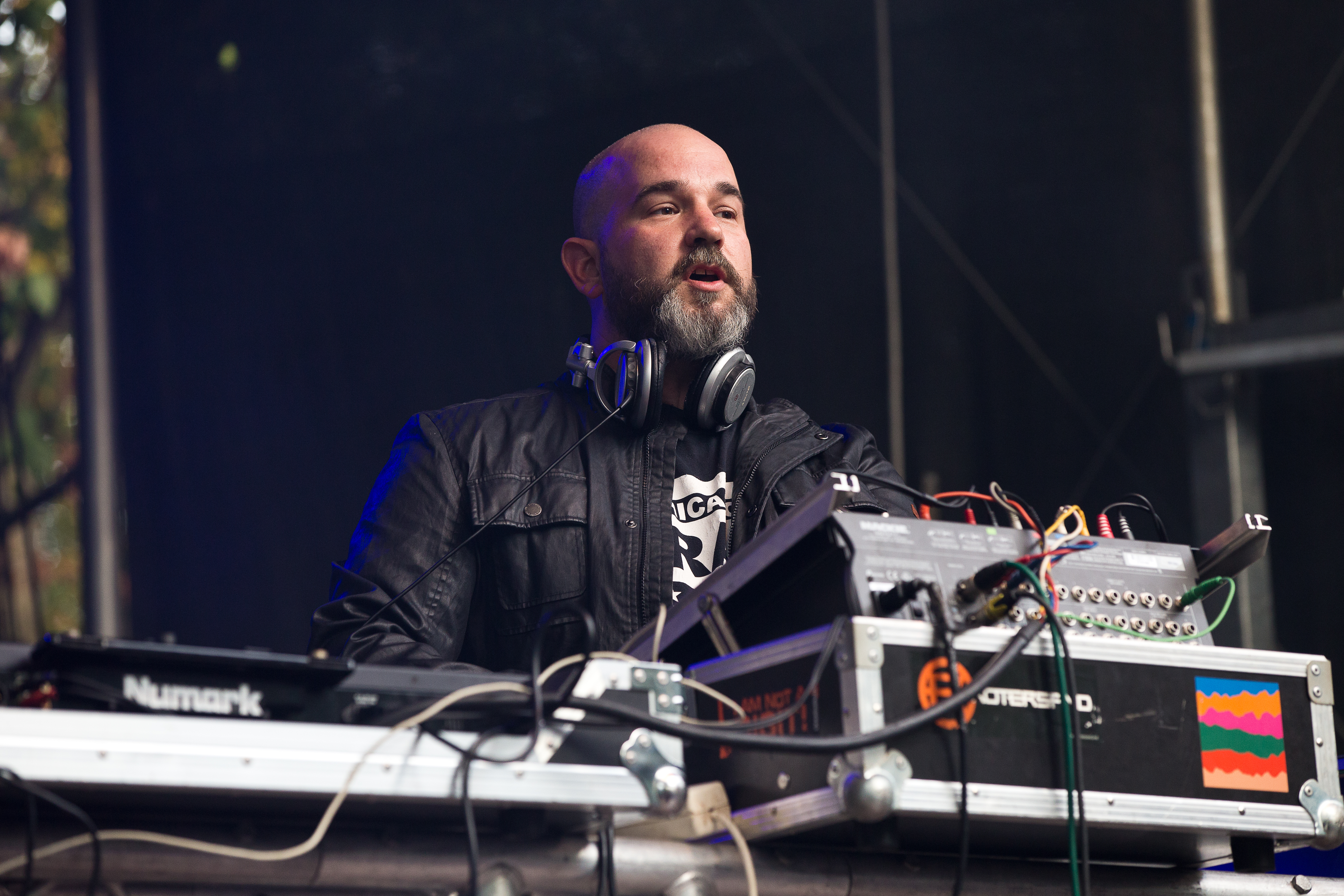
Krischan J. E. Wesenberg auf dem Nocturnal Culture Night Festival 2016

## Diskografie
Alben
- 2003: Truth Is Fanatic (Endless Records)
- 2005: Welcome to Goodbye (Dependent Records)
- 2007: 1023 (Dependent Records (Deutschland), Metropolis Records (USA))
- 2009: Random Is Resistance (Trisol (Deutschland), Metropolis Records (USA))
- 2014: Truth Is Fanatic Again (Trisol (Deutschland))
- 2016: Capitalism TM (Trisol (Deutschland))
- 2020: How Do You Feel Today? (Trisol (Deutschland))
- 2025: Don't Become The Thing You Hated (Trisol Deutschland)

Singles und EPs
- 2003: Merging Oceans (EP, Endless Records)
- 2004: Social Distortion (Limited 12" Vinyl, ABash Recordings)
- 2004: Electronic World Transmission (Limited Tour EP, Endless Records)
- 2005: Exterminate Annihilate Destroy (2005, Dependent Records)
- 2006: Dare to Live – Perspectives On Welcome To Goodbye (EP, Dependent Records)
- 2007: Lost (Dependent Records)
- 2008: I Cry (EP, Trisol (Deutschland))
- 2008: Dark Raver (exklusiv für den Dark Raver im Fort Fun)
- 2009: War on Error (EP, Trisol)
- 2010: Waiting to Be Born (EP, Trisol)
- 2014: Electric Elephant (EP, Trisol)
- 2016: Torn Realities (EP, Trisol)
- 2019: Hey You (EP, Trisol)